# Дискриминация небинарных людей
Дискриминация или предубеждение против небинарных людей может иметь место в социальном, юридическом или медицинском контексте. И цисгендеры, и бинарные трансгендерные люди (мужчины и женщины), включая представителей лесбиянок, геев и бисексуалов, могут проявлять такие предубеждения.

## Медицинская дискриминация

### Соединенные Штаты
Опрос, проведенный среди сельских ЛГБТ-групп в США, показал, что трансгендерные и небинарные пациенты зачастую выбирают медицинских работников, у которых есть другие ЛГБТ-пациенты. Опрос также показал, что ЛГБТ-людям в среднем в три раза чаще необходимо более часа в пути, чтобы добраться до нужного врача, «из-за того, что в течение последнего года каждый десятый посещал специальную ЛГБТ-клинику, часто расположенную в городской местности». При этом небинарные люди и члены сообщества ЛГБТ очень осторожны, когда делятся своими гендерными и сексуальными данными с поставщиками медицинских услуг.
20,4% респондентов сообщили NTDS, что подверглись дискриминации при попытке получить доступ к врачам и больницам, 11,9% при попытке получить доступ к травмпунктам и 4,6% при попытке получить доступ к службе скорой помощи.

### Россия
В современных российских психиатрии и психологии, как правило, используется бинарный подход к гендерной идентичности. Психиатр В. Д. Менделевич свидетельствует, что небинарные персоны сталкиваются с требованиями «определиться» со своей гендерной идентичностью в бинарной парадигме. Отказ от этого воспринимается как психопатологичный. По мнению Менделевича, использование данного подхода не отвечает современным научным представлениям о норме и патологии.

## Служебная дискриминация
В 2022 году Вооруженные силы США тесты на физическую подготовку имели только мужские или женские стандарты с указанием гендерной нормы. Национальный центр по вопросам равенства трансгендеров призвал Министерство обороны США «принять политику, позволяющую трансгендерным военнослужащим с небинарной идентичностью проходить службу в соответствии с их гендерной идентичностью».